# الإمبراطور تشي من هان
كان الإمبراطور تشي (بالإنجليزية: Emperor Zhi of Han) الإمبراطور السادس والعشرون لأسرة هان الإمبراطورية والعاشر لهان الشرقية وحكم لفترة قصيرة جدا وكان شبه دمية عند الجنرال ليانغ جي.

## البداية
إعتلى الإمبراطور تشي العرش عندما كان في السابعة من عمره عندما توفي الإمبراطور تشونغ البالغ من العمر عامين وعلى الرغم من أنه كان طفلا صغيرا إلا أنه كان ذكيا بشكل ملحوظ وقادر على السيطرة على البلاط الإمبراطوري لمملكة هان 
والده هو ليو هونغ وأمه السيدة تشان كان أبوه حفيد مباشر للإمبراطور تشانغ من هان بخلاف هذا لايعرف أي شيء عن والداه
وإعتلى عرش البلاد في سنة 145 م عندما توفي الإمبراطور تشونغ الصغير وبسبب عدم وجود ورثة ذكور للإمبراطور تشونغ قامت زوجة أبيه الإمبراطورة ليانغ نا بإستدعاء أبناء عمه ليو سوان وليو زوان لفحصهم وإختار المسؤولين ليو سوان لكن الجنرال ليانغ جي فضل اختيار الطفل زوان ليضمن سيطرته لفترة طويلة فأقنع الإمبراطورة فتم تعيينه كجنرال عام على جيان بينغ تم تنصيبه كإمبراطور عرف بالإمبراطور تشي.

## أحداث عهده
كان الإمبراطور تشي يثق في الإمبراطورة ليانغ نا التي كانت تعمل كوصي عليه وكانت الإمبراطورة ليانغ نا جيدة في إدارة الحكومة والبلاد حتى إنها قامت بقمع عدة ثورات كبرى لم يستطع أباطرة هان السابقين إخمادها من خلال اختيار الجنرال المناسب في المكان المناسب وبالرغم سلطة شقيقها ليانغ جي على مقاليد الأمور إلا أنها حفظت للإمبراطور سلطته وقامت بتشجيع العلماء والباحثين على القدوم إلى العاصمة الإمبراطورية لويانغ للدراسة في الجامعات الوطنية 
كان الإمبراطور تشي وهو صغير على دراية تامة بمدى تعجرف ليانغ جي وقد أشار له الإمبراطور الطفل في حفل إمبراطوري بإنه أقسم بإنه سيقتله ونعته في أكثر من مناسبة بالجنرال المتعجرف الفاسد وبالرغم من قوة ليانغ جي وضعف الإمبراطور إلا أنه لم يجرؤ على الرد عليه وغضب ليانغ جي كثيرا حتى إنه فكر في طريقة لقتل الإمبراطور.
لكن الإمبراطور الشاب كان يحظى بدعم العديد من الجنرالات وأعضاء الحكومة بالإضافة لخصيان البلاط الذين كانوا يريدون قتل ليانغ جي بأي طريقة لكي يسترجعوا ولو جزء بسيط من سلطاتهم المسلوبة سابقا.

## وفاته
في عام 146 م قام ليانغ جي بتسميم وعاء من حساء المعجنات للإمبراطور الصغير بعد أن تناول الإمبراطور الحساء سرعان ما شعر بألم شديد فإستدعى الوزير لي جو على الفور وطلب الوزير من الخادم إحضار بعض المياه إلى الإمبراطور تشي لعلها تساعده لكن ليانغ جي قتل الخادم سرا وبغض النظر إذا كانت المياه ستنقذه أم لا فقد توفي الإمبراطور تشي بعد لحظات وبالرغم من أن لي جو قد قام بإجراء تحقيق تمكن ليانغ جي من القضاء على هذه الجهود

## بعد وفاته
بعد وفاته مباشرة ضغظ عدد كبير من المسؤولين لكي يقرر من سيختار ليخلف الإمبراطور تشي على عرش هان وإقترح أغلبية المسؤولين تنصيب ليو سوان لكن ليانغ جي رفض وبدلا من هذا أقنع الإمبراطورة ليانغ نا بجعل ليو تشي البالغ من العمر 14 عام الإمبراطور وتم تنفيذ رغبة ليانغ جي وتوج ليو تشي إمبراطور عرف بالإمبراطور هوان
وبعد فترة طويلة من وفاة الإمبراطور هوان وصعود الإمبراطور لينغ في عام 175 منح الإمبراطور لينغ لوالد ووالدة الإمبراطور تشي لقب الشرف لإمارة شياو بو هاي تقديرا لهما.
| سبقه الإمبراطور تشونغ | الإمبراطور | تبعه الإمبراطور هوان |